# Břetislav Hartl
Břetislav Hartl (16. ledna 1927, Olomouc – 21. listopadu 2010 Praha) byl český spisovatel, autor próz, populárně naučných publikací a pořadatel sbírky přísloví.

## Život
Břetislav Hartl se narodil roku 1927 v Olomouci. Přednášel na Vysoké škole ekonomické v Praze. Zabýval se ekonomií a historií, a jejich vzájemnému působení a vývoji.
Napsal několik knih různého zaměření – od naučných pohádek pro děti, přes knihy zábavné až po vědecké pro velmi úzký okruh fundovaných odborníků. Zejména poslední knize s názvem Prométheus se věnoval prakticky celý život. Neustále pátral po podkladech v archivech, literatuře atd., neustále připravovaný text vylepšoval, doplňoval, zpřesňoval. Tak vznikl obrovský soubor textů na toto téma, které ve světě nemá obdobu. Vydal jí ve vlastním nákladu v počtu cca 100 kusů. Při psaní všech knih spolupracoval s význačnými grafiky a ilustrátory, především pak s Adolfem Bornem.
Zemřel roku 2010 a jeho ostatky jsou uloženy v rodinném hrobě v Olomouci.

## Dílo
- Zázračný deník Emanuela Pomaranče, vyšlo pouze ve slovenském překladu Vladimíra Hlaváčka pod názvem Zázračný denník Vincenta Pomaranča, Mladé letá, Bratislava 1962.
- Peníze jsou dobrý sluha, Mladá fronta, Praha 1963, kniha, ve které se autor textem a ilustrátor Adolf Born názornými obrázky snaží co nejpřístupněji a nejpoutavěji objasnit základní ekonomické poznatky.
- Fotografie pro Aristotela, Mladá fronta, Praha 1964, populárně naučná kniha o filosofii.
- Petr Halíř a koruny, vyšlo pouze ve slovenském překladu Ľuby Kvietkové pod názvem Peter Halier a koruny, Mladé letá, Bratislava 1965.
- Malý inspiromat, Mladá fronta, Praha 1965, tematicky uspořádaná sbírka přísloví nejrůznějších národů a výroků velkých osobností.
- Inspiromat, Mladá fronta, Praha 1967, sbírka přísloví a výroků o lásce, přátelství, manželství, dětech, rodičích, mládí, stáří a posledních věcech člověka.
- Kameň múdrosti, Slovenské pedagog. nakladatelstvo – Mladé Letá 1969, 5 000 výrokov, aforizmov a prísloví slávnych, ale aj menej známych osobností. Niektoré z nich prežili stáročia, iné napísali naši súčasníci.
- Věčný inspiromat, Svoboda, Praha 1994, doplněné a přepracované vydání knihy z roku 1967.
- Prométheus upoutaný a řetězy volných rozpomínek, Musa Polyhymnia Foundation, Praha 2006, dva svazky, neprodejná kopie rukopisu pro vědecké účely. Jde o soubor literárních textů a úvah na téma Prométheus, ve kterých je představena jeho osobnost boha (titána) a jeho osudy, které inspirovaly v průběhu věků bezpočet uměleckých a literárních děl.